# Halichoeres marginatus
Halichoeres marginatus es una especie de peces de la familia Labridae en el orden de los Perciformes.

## Morfología
Los machos pueden llegar alcanzar los 18 cm de longitud total.

## Distribución geográfica
Se encuentra desde el mar Rojo hasta Mozambique, las Hawái, las Tuamotu, el sur del Japón y el sur de la Gran Barrera de Coral.